# Милошево
Милошево (на македонска литературна норма: Милошево) е село в Община Крушево, Северна Македония. Селото е разположено в източното подножие на Мечкин камък, южно от град Крушево.
Според преброяването от 2002 година селото има 50 жители, от които 38 северномакедонци и 12 сърби.